# Korsická rallye 1987
Korsická rallye 1987 byla pátou soutěží mistrovství světa v rallye 1987. Soutěž měla 24 rychlostních zkoušek a měřila 405 km. Na start se vrátil tým Renault Sport, Ford M-Sport a nově se objevil BMW Prodrive s vozy BMW M3. Bernard Beguin z tohoto týmu na soutěži zvítězil.

## Průběh soutěže
Šestým časem zahájil soutěž Bruno Saby s vozem Lancia Delta HF. Na druhé pozici se držel Jean Ragnotti s vozem Renault 11 Turbo. Desátým časem do soutěže vstoupil Kenneth Eriksson s vozem Volkswagen Golf II GTI 16V. Osmé místo získal Miki Biasion s další Lancií. O pozici výše byl Francois Chatriot s druhým Renaultem. Čtvrtý byl Ybes Loubet angažovaný Lancií pro tuto soutěž. Vedl Bernard Beguin s BMW. Třetí byl Didier Auriol se soukromým vozem Ford Sierra Cosworth. Se stejným vozem byl pátý Carlos Sainz. Problémy měl tovární Ford M-Sport. Stig Blomqvist byl na 46. pozici a KAlle Grundell ze soutěže odstoupil. Po dešti se do vedení dostal Loubet před Beguina. Třetí byl Biasion a čtvrtý Auriol. Za nimi se držel Saby a Sainz.
Ve druhé etapě postihl Loubeta defekt a do vedení se vrátil Beguin. Za nimi byl Biasion a Auriol. Ten měl ale problémy se zavěšením a ztrácel náskok na Sabyho. Biasion se snažil snížit náskok na Beguina, ale nedařilo se mu to. Vpřed ale postoupily Renaulty. Ragnotti byl čtvrtý a Chatriot pátý. Za nimi byl šestý Aurilol a sedmý Sainz. Osmou pozici držel Eriksson, ale vyřadil ho problém s motorem. devátý byl Mark Duez s dalším BMW týmu Prodrive. Vedení držel beguin před Loubetem a Beguinem. Další pozice obsazovali Ragnotti, Chatriot a Duez. Sainz byl sedmý a Auriol osmý.
I ve třetí etapě udržoval Beguin vedení před Loubetem a Biasionem. Saby odstoupil pro poruchu převodovky. Čtvrtý byl Ragnotti a pátý Chatriot. Za nimi dojížděl Duez, Sainz a Auriol.

## Výsledky
1. Bernard Beguin, Lenne - BMW M3
2. Yves Loubet, Vieu - Lancia Delta HF
3. Miki Biasion, Siviero - Lancia Delta HF
4. Jean Ragnotti, Thimonier - Renault 11 Turbo
5. Francois Chatriot, Perin - Renault 11 Turbo
6. Duez, Biar - BMW M3
7. Carlos Sainz, Boto - Ford Sierra Cosworth
8. Didier Auriol, Occelli - Ford Sierra Cosworth
9. Oreille, Oreille - Renault 11 Turbo
10. Poggi, Chiaroni - Volkswagen Golf II GTI 16V